# 鬃软蚧属
鬃软蚧属（学名：Trijuba）为介壳虫科的一个属。该属目前只有1种，区别于蜡蚧科其他属的特征是雌成虫背面具有3列长刚毛。

## 下属物种
本属包括以下物种：
- 三列鬃软蚧 Trijuba oculata (Brain, 1920)，寄生于猴耳环（Pithecellobium clypearia）的枝干和叶柄上。[1]